# Joan Tzelepes Comnè
Joan Comnè, en grec medieval Ἰωάννης Κομνηνὸς, anomenat Tzelepes (Τζελέπης), del turc Çelebi, paraula que s'aplicava als homes cultes i als prínceps, va ser un noble de l'Imperi Romà d'Orient, fill del sebastocràtor Isaac Comnè i net de l'emperador Aleix I Comnè. De jove va seguir el seu pare durant el seu exili, vagant per Anatòlia i el Llevant, on va estar durant poc temps casat amb una filla de Lleó I, governant d'Armènia Menor. Després de la reconciliació entre el seu pare i el seu oncle, l'emperador Joan II Comnè, el 1138, va tornar a la cort de Constantinoble, però l'any següent es va passar als turcs danixmèndides durant el setge de Neocesarea. D'allà es va traslladar a la cort del sultà de Rūm, on es va casar amb una de les seves filles. Segons la tradició posterior, probablement inventada, la Dinastia Osman provenia d'un dels seus fills.

## Biografia
Joan va néixer al voltant de l'any 1112. Era fill del sebastocràtor Isaac Comnè, un fill petit de l'emperador romà d'Orient Aleix I Comnè, que va regnar del 1081 al 1118, i de la seva dona Irene Ducena. Se sap ben poc sobre la seva mare, que probablement era d'ascendència russa.

### Exili i reconciliació
Les relacions entre Isaac i el seu germà, Joan II Comnè (emperador des del 1118 al 1143) eren inicialment cordials, però van començar a deteriorar-se, i cap al 1130, Isaac i els seus fills es van exiliar. Les fonts no expliquen clarament els fets. Nicetes Coniata i Joan Cinnamos simplement diuen que Isaac havia pensat en pujar al tron. L'any 1130, Isaac es va implicar en una conspiració contra Joan en un moment en què aquest va estar lluny de Constantinoble, fent campanya contra els turcs seljúcides del sultanat de Rūm. La conspiració es va descobrir, però Isaac i els seus dos fills van aconseguir fugir de Constantinoble i trobar refugi a la cort de l'emir Ghazi Gümüshtigin a Melitene. Joan Tzelepes va acompanyar el seu pare en tot l'exili posterior durant sis anys, i van recórrer la major part de l'Àsia Menor i el Llevant, mentre Isaac intentava reunir els governants de la regió per defensar la seva causa contra el seu germà.
Des de Melitene, es van dirigir a Trebisonda, on el seu governador (Dux), Constantí Gabras, s'havia separat de l'Imperi Romà d'Orient el 1126 i dirigia el tema de Càldia com a príncep independent, i van anar després a l'Armènia Menor, on el seu emir, Lleó I els va rebre molt bé. Joan Tzelepes Comnè es va casar amb una de les filles de Lleó i va rebre les ciutats de Mopsuèstia i Adana com a dot. Al cap de poc temps, però, quan Lleó va perdre el tron, van caure amb ell, i es van veure obligats a buscar refugi amb el sultà de Rūm, Messud I, abandonant les seves possessions a Cilícia.
Isaac seguia en els seus esforços per formar una coalició contra el seu germà, però van resultar infructuosos, mentre que la posició de Joan II Comnè continuava millorant. Els èxits militars de l'emperador, sobretot després de la seva campanya siriana dels anys 1137 - 1138, que va comportar la submissió del Principat d'Antioquia a l'imperi, va millorar la seva posició entre l'aristocràcia romana d'Orient, el funcionariat i el poble. A resultes d'això, els partidaris de què Isaac Comnè aconseguís l'imperi van començar a desertar de la seva causa. Isaac es va veure obligat a buscar la reconciliació amb el seu germà, i va reconèixer-lo com a emperador durant el retorn de l'exèrcit imperial des d'Antioquia a la primavera de 1138. L'emperador els va perdonar i els va portar a Constantinoble.

### Deserció
El 1139, Joan Tzelepes Comnè va acompanyar l'emperador en la seva campanya contra el fill i successor d'Amir Ghazi, Malik Muhammad. L'exèrcit romà d'Orient va avançar cap a la capital on estava Malik Muhammad a Neocesarea i el va assetjar. Durant un enfrontament entre els dos exèrcits, un incident va provocar que Joan Tzelepes Comnè desertés, quan l'emperador va veure un distingit cavaller llatí a peu, i li va ordenar que li donés el seu propi semental àrab. Aquesta demanda va enutjar l'orgullós Joan, que es va negar a fer-ho i va desafiar el cavaller llatí a un duel per veure qui es quedava el cavall. En veure que el seu oncle s'oposava al duel, va abandonar el cavall, però immediatament es va apoderar d'un altre cavall i es va dirigir al camp turc. Va ser ben rebut per Muhammad, que el coneixia del seu exili anterior. Joan Tzelepes va donar tota la informació que tenia a l'abast i va explicar les debilitats de l'exèrcit romà d'Orient, principalment la manca de subministraments i de cavalls. Aquesta acció probablement va impedir que Neocesarea caigués en mans de l'emperador que no va tenir més remei que retirar-se.
Des de Neocesarea, Joan Tzelepes es va traslladar a la cort del sultà Messud I, on es va convertir a l'islam i es va casar amb una de les filles del sultà, el nom del qual segons l'historiador del segle xvi Macari Melisurg-Melissè era Kameró (Καμερώ). La seva vida posterior és obscura. No es coneix la data de la seva mort ni cap activitat a la cort del sultà. Va rebre moltes terres i molta riquesa i va ser molt respectat pels turcs per la seva erudició i el seu domini de l'àrab. La seva dona potser va ser la que va dirigir la defensa de la capital seljúcida de Konya contra els atacs del cosí de Joan Tzelepes, l'emperador Manuel I Comnè. Joan ja era probablement mort en aquell moment.
Una tradició posterior diu que Joan i la seva esposa Seljuq van tenir un fill, Süleyman Shah, que suposadament era el pare d'Ertuğrul Gazi, l'avantpassat i fundador de l'Imperi Otomà. Aquesta tradició era coneguda pel sultà otomà Mehmet II, el conquistador de Constantinoble, que la va utilitzar per reclamar l'herència legítima de l'Imperi Romà d'Orient com a descendent dels Comnens a través de Joan, però això és probablement fictici. Tal com assenyala Konstandinos Varzós, aquesta filiació és poc probable, simplement per la distància cronològica de les persones implicades. El més probable és que es tracti d'una tradició inventada utilitzada com a dispositiu legitimador per Mehmet II, similar a les històries sobre la descendència otomana de la tribu Kayı. Si fos veritat, podria indicar una descendència matrilineal a partir de Joan fins a Süleyman Shah, possiblement a través d'una neta seva.